# 根盘菌属
根盘菌属为根盘菌科的一属真菌。该属的模式种为波状根盘菌（Rhizina undulata）。

## 下属物种
- Rhizina atra
- Rhizina lignicola
- 波状根盘菌 Rhizina undulata